# Alice Brown (atleta)
Alice Brown (Jackson (Misisipi), Estados Unidos, 20 de septiembre de 1960) es una atleta estadounidense retirada, especialista en pruebas de velocidad, dos veces campeona olímpica en relevos de 4 x 100 metros, en Los Ángeles 1984 y Seúl 1988.

## Carrera deportiva
En las Olimpiadas de Los Ángeles 1984 ganó la medalla de oro junto con sus compañeras en el relevo de 4 x 100 metros, con un tiempo de 41.65 segundos, por delante de Canadá y Reino Unido, y sus compañeras fueron: Jeanette Bolden, Chandra Cheeseborough y Evelyn Ashford. Y también ganó la plata en los 100 metros, con un tiempo de 11.13 segundos, tras Evelyn Ashford y por delante de la jamaicana Merlene Ottey.
Cuatro años después, en las Olimpiadas de Seúl 1988 ganó de nuevo el oro en los relevos de 4 x 100 metros, con un tiempo de 41.98 segundos, y sus compañeras fueron: Sheila Echols y repitieron Florence Griffith-Joyner y Evelyn Ashford.